# Romà (mestre dels soldats)
Romà (en llatí Romanus): va ser un oficial de l'Imperi Romà d'Orient del segle VI, actiu durant el regnat dels emperadors Tiberi II (r. 574–582) i Maurici (r. 582–602).
Romà era fill de Anagast. Apareix per primera vegada a finals del 575 o a principis del 576, quan era magister militum. Va sotmetre els svans al capturar el seu rei, la seva família i el tresor real, portat a Constantinoble. El 578 i 579, va servir sota Maurici, encara general, a la guerra contra Pèrsia. A finals del 578 va ser enviat a través del riu Tigris amb Curs en una missió de saqueig, el 579 va ser novament enviat en la mateixa missió, d'aquesta vegada acompanyat per Teodoric i Martí, quedant-se a Pèrsia l'estiu sencer.
El 589, quan els perses sota Vararanes Chobin van atacar la Svanètia, va ser enviat pel ja emperador Maurici (r. 582–602) per a assumir el comandament de la guerra. No se sap si va ser nomenat magister militum per Làzica en aquest moment o ja ho era des del 575/6. En arribar a Làzica, va consultar amb el bisbe, es creu que a Petra, a la vora del riu Fasis, i va marxar contra Albània, on els perses havien acampat prop del riu Araxes. Va aconseguir impedir una emboscada persa, però va tenir dificultat per refrenar les seves tropes. Els romans van aconseguir derrotar decisivament els seus enemics. Romà ja no és citat després d'això, no obstant això els autors de la PIRT suggereixen que pot ser associat al exarca de Ravenna homònim que va assumir la posició una dècada després.